# Lucilene Reginaldo

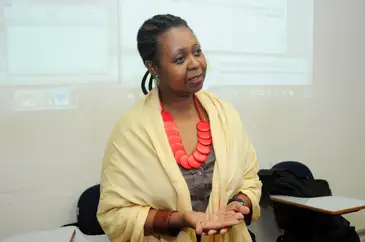
Lucilene Reginaldo [https://radios.ebc.com.br/na-trilha-da-historia/2018/05/na-trilha-da-historia-destaca-os-130-anos-da-lei-aurea

Lucilene Reginaldo (Santo André - São Paulo, 1967) é uma historiadora e professora. É doutora em história social pela Universidade Estadual de Campinas (UNICAMP). Atualmente, é professora de História da África no Departamento de História da UNICAMP. É diretora do Centro de Pesquisa em História Social da Cultura (CECULT/UNICAMP) e coordenadora da Coleção Várias Histórias. Desde 2012, é vice-executora do Acordo de Cooperação UNICAMP/Rice University, que contempla o intercâmbio de docentes, pesquisadores e estudantes de pós-graduação e um Programa de duplo diploma.
- Em 2020, foi premiada com a Medalha Marielle Franco, pela Câmara Municipal de Campinas, SP.[2]

## Biografia
Lucilene Reginaldo (1967), nasceu na cidade de Santo André, em um bairro operário no ABC Paulista. Lucilene Reginaldo estudou até o 4° ano do ensino fundamental em um grupo escolar. A historiadora foi aluna de escola pública, ingressando na universidade para cursar História na PUC.
As principais contribuições científicas sobre Lucilene Reginaldo são voltadas a produção escrita sobre diáspora africana em âmbito nacional e internacional.
Dentre eles, destacam-se:

### Artigos
- Metodologias para a história social: a trajetória de indivíduos em Feira de Santana através da documentação paroquial, judiciária e cartorial (1870–1930);
- Memória e história da matinha: memórias e trajetórias de vida da comunidade negra rural de matinha dos pretos como fonte para a historiografia da escravidão em feira de Santana
- 13 - “Muito para ver e admirar”: festas, desfiles e aparatos régios entre as irmandades afro-baianas no século XVIII
- O carnaval assim deve ser proibido”: civilidade e moral nas páginas da imprensa são tomense (1911-1925)
- África em Portugal”: escravidão, devoção religiosa e irmandades negras no século XVIII
- André Do Couto Godinho: Negro, Formado Em Coimbra, Missionário No Congo Nos Finais Do Século XVIII
- Portugueses em África e África em Portugal: o outro lado da história
- Mulheres na cidade: trabalhadoras negras, livres e libertas na Campinas oitocentista (1876-1882)
- "Não Há Informação": Mulatos, Pardos e Negros na Universidade de Coimbra (1700-1771)
- As cores da cidadania: higienização, catalogação, digitalização e processamento documental dos acervos dos clubes negros do interior de São Paulo (1897-1952)
- Elas são negras: trabalhadoras não escravizadas na cidade de Campinas (1876-1882)
- Luta, Projetos e Identidades: um estudo da imprensa de nativos São-tomenses na Primeira República Portuguesa (1910-1926), a partir do jornal A Liberdade (1920-1923)
- “Nossa História é outra como é outra Nossa problemática”: Beatriz Nascimento por sua obra
- A atividade musical promovida e incentivada pelas irmandades religiosas e seu papel educacional na Minas setecentista
- Anotações africanas em agendas atlânticas
- André do Couto Godinho
- Vida e morte de um príncipe do Congo: Nicolau de Água Rosada e o fim do tráfico de escravizados na África Centro-Ocidental
- Rosários dos pretos, São Benedito de Quissama: confrarias negras e devoções no Mundo Atlântico (Portugal e Angola, 1700)/Rosários dos pretos,<< São Benedito de quissama>>: irmandades e devoções negras no mundo Atlântico (Portugal e Angola, século XVIII).
- Repensando o tráfico transatlântico de africanos escravizados na era da ilegalidade
- Vagas informações, fortes impressões: a África nos livros didáticos de história
- Irmas da Boa Morte, senhoras do segredo
- “Uns três congos e alguns angolas” ou os outros africanos da Bahia
- Rosários dos Pretos, “São Benedito de Quissama”: irmandades negras e devoções no mundo Atlântico (Portugal e Angola, século XVIII)
- África em Portugal. Devoções, irmandades e escravidão no Reino de Portugal, século XVIII

### Cursos Ministrados
- História da África
- Programas e bibliografias
- UNICAMP/IFCH
- História da África

### Livros Publicados
- África, Margens e Oceanos;
- Capítulo de livro: Em torno de um registro: o livro de irmãos do Rosário das Portas do Carmo (1719-1826)
- Organização: África, margens e oceanos: perspectivas de história social

### Projetos
- A Legislação sobre o Trabalho Forçado nas Áfricas Portuguesas (Séculos XIX a XX)

### Tese de Doutorado
- Os rosários dos angolas: irmandades negras, experiências escravas e identidades africanas na Bahia setecentista. 2005. 244f

### Publicações em Revista
- André do Couto Godinho: homem preto, formado em Coimbra, missionário no Congo em fins do século XVIII
- Irmandades e devoções de africanos e crioulos na Bahia setecentista: histórias e experiências atlânticas

### Periódicos
- “Não tem informação”: mulatos, pardos e pretos na Universidade de Coimbra (1700-1771)

### Publicações em Jornais
- Jornal da UNICAMP: Racismo e naturalização das desigualdades: uma perspectiva histórica